# Lau gar
O estilo Lau Gar, é um estilo de Kung Fu, praticado no sul da China, ele é um dos 5 estilos do sul da china (Hung Gar, Mok Gar, Choy Gar, Lau Gar, Lee Gar). O professor de Chan Heung, o mestre Lee Yao Shan, era mestre desse estilo, mas Chan Heung foi o criador do estilo de Kung Fu Choy Lee Fat.